# Turret Cone
Der Turret Cone (englisch für Türmchenkegel) ist ein etwa 445 m hoher Hügel im Westen der antarktischen Ross-Insel. Er ragt 6,1 km östlich des Kap Royds und 5 km nordöstlich des Kap Barne auf.
Der australische Geologe Thomas Griffith Taylor (1880–1963), Teilnehmer an der Terra-Nova-Expedition (1910–1913) des britischen Polarforschers Robert Falcon Scott, gab ihm seinen deskriptiven Namen.